# 天地淵の滝
天地淵の滝 (チョンジヨンのたき，Korean: 천지연폭포) は大韓民国済州島西帰浦市にある滝である。高さは22m、幅は12mある。この滝は済州島の主要観光地の一つであり、夜間照明があり、照明により「ヒドゥンフェイス」と呼ばれる岩の形が見えることがある。

## 解説
「天地淵」は天と地が出会うところを意味する。
直前の雨量により滝の幅が広がることがある。滝の水は深さ20mの人工の池に注ぐ。この池の水位は2つの小規模な堰堤により保たれている。
火山岩の陸橋があり、観光客は滝の前で写真を撮ることができる。この滝は粗面安山岩が特徴である。天地淵の滝の水源は、Somban Streamの底から湧き出る泉である。stream Yeonhee-chunが滝の水源である。天地淵の滝は、天帝淵の滝、正房の滝とともに済州島の三名瀑の1つである。
天地淵の滝までの道は亜熱帯植物の庭園の中を通っており、この滝は多様な動植物でも知られている。滝周辺で見られる動植物には、渡りガモ、ホルトノキ(Elaeocarpus sylvestris var. ellipticus、天然記念物 no. 163), マツバラン（Psilotum nudum）、ツブラジイ（Castanopsis cuspidata var. sieboldii, Xylosma congesta）、ツバキなどがある。この滝の池は主に夜活動するオオウナギ (Anguilla marmorata)の生息地として知られる。無泰長魚（무태장어）と呼ばれ、天然記念物 no. 27 に指定されている。

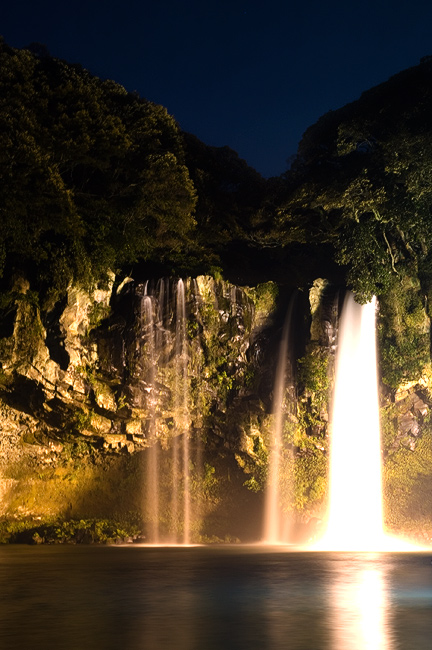
夜間照明された滝（2007年）

滝までの遊歩道が整備されている。遊歩道の入り口近くには、韓国の伝統的ないかだ（테우；テウ）がある。滝に着く直前にある橋の下で様々なニシキゴイが泳ぐのを見ることができる。遊歩道の途中には、バランスをとって積み重ねられた3つの石がある。昔の人が小さな石の上に大きな石を置き、家族の健康と繁栄を祈った。